# Susan S. Hubbard
Susan Sharpless Hubbard es una geofísica estadounidense, directora de la división de Ciencias de la Tierra del Laboratorio Nacional Lawrence Berkeley. Fue elegida Miembro de la Academia Nacional de Ingeniería en 2020.

## Biografía
Hubbard empezó a trabajar en ciencia en un esfuerzo para entender las interacciones y retroalimentaciones entre la humanidad y la Tierra. Estudió geología en la Universidad de California en Santa Bárbara. Se mudó al Virginia Tech donde  obtuvo la maestría en Ciencias Geológicas. Sus primeras investigaciones se basaron en datos de reflexión sísmica de los Apalaches del sur. Hubbard se unió a la Universidad de California en Berkeley para llevar a cabo su investigación predoctoral, donde  trabajó en hidrogeología y completó su doctorado en 1998. Durante sus estudios doctorales Hubbard trabajó en el Servicio Geológico de los Estados Unidos en Menlo Park, California. 

## Carrera científica
Después de conseguir el doctorado, Hubbard fue contratada como científica de investigación en el Laboratorio Nacional Lawrence Berkeley. Fue nombrada Directora Asociada de la División de Ciencias de la Tierra del citado laboratorio en 2013. Su investigación aspira a avanzar en el uso de la geofísica para la caracterización del subsuelo, usando conjuntos de datos integrados para entender el medio ambiente. En particular, intenta cuantificar la dinámica de los sistemas terrestres.
Hubbard está especializada en hidrogeofísica, concretamente en realizar medidas de la conductividad hidráulica, la litología y el movimiento de la humedad. Ha usado las técnicas de medida que aprendió mientras trabajó en la industria del petróleo para entender mejor los procesos del subsuelo. Hubbard ha sido Jefa  del Programa de Remediación Medioambiental y Recursos del Agua del Laboratorio de Berkeley.
Ha estado implicada en la obtención de imágenes del permafrost y en la monitorización de procesos biogeoquímicos usando datos geofísicos de superficie. Para caracterizar el permafrost, viajó alrededor del Ártico en esquís usando un dispositivo georradar. Estas observaciones ayudan a establecer cómo impacta el permafrost en los ciclos de carbono y el balance de la energía en las regiones polares de la Tierra. Hubbard visita los mismos lugares a lo largo del año para entender los cambios estacionales del permafrost, e intentar comprender como el cambio climático influirá en su futuro. Dentro del permafrost hay una fina capa superficial (la capa activa) que se congela y descongela, resultando en un hábitat dinámico para los microorganismos.

### Publicaciones seleccionadas
- Huisman, J. A.; Bouten, W. (15 de abril de 2002). «Mapping surface soil water content with the ground wave of ground-penetrating radar». Ninth International Conference on Ground Penetrating Radar (SPIE). doi:10.1117/12.462252.
- Lunt, I.A.; Hubbard, S.S.; Rubin, Y. (9 de junio de 2005). «Soil moisture content estimation using ground-penetrating radar reflection data». Journal of Hydrology 307 (1-4): 254-269. ISSN 0022-1694. doi:10.1016/j.jhydrol.2004.10.014.
- Lawrence Berkeley National Laboratory. United States. Department of Energy. United States. Department of Energy. Office of Scientific and Technical Information. (2015). The emergence of hydrogeophysics for improved understanding of subsurface processes over multiple scales.. United States. Dept. of Energy. OCLC 953408140.
- Hubbard, Susan S. (2016). Hydrogeophysics. Springer Science & Business Media. ISBN 9781402031021.

## Vida personal
Además de su investigación académica, Hubbard se dedica a elaborar vino. En 2009 obtuvo el Certificado Profesional de Vinificación de la Universidad de California en Davis. Su interés en la vinicultura está inspirado por su comprensión de la geofísica, usando investigación experimental para mejorar el rendimiento de las uvas y a la vez reducir el uso de agua y fertilizante. Ha estudiado el vino de los viñedos Mila Family usando muestras de catas del suelo, georradar y análisis con sonda de neutrones.